# Direction régionale de l'Environnement, de l'Aménagement et du Logement
DREAL

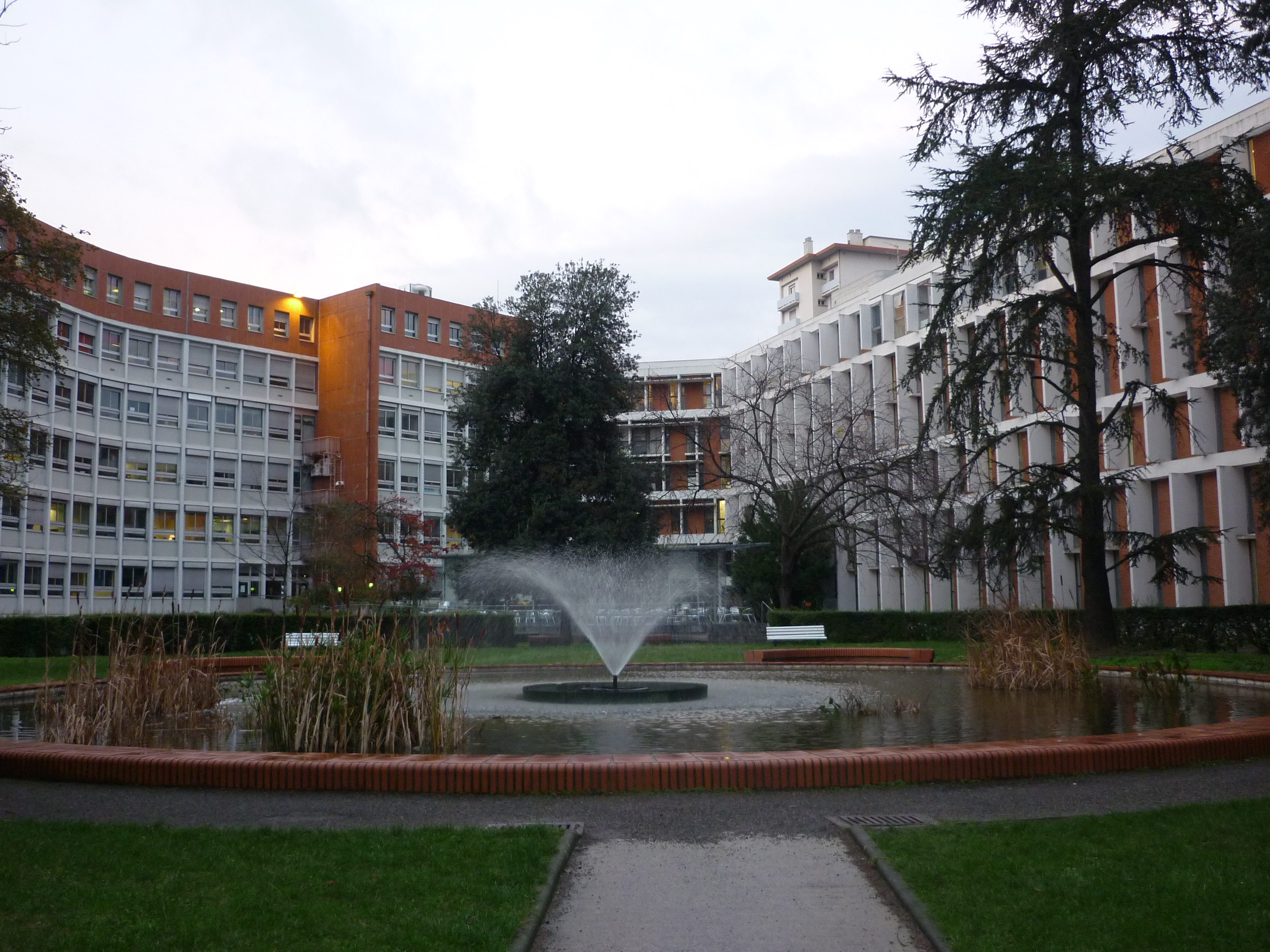
DREAL Occitanie, cité administrative de Toulouse, Bât. G (à droite).

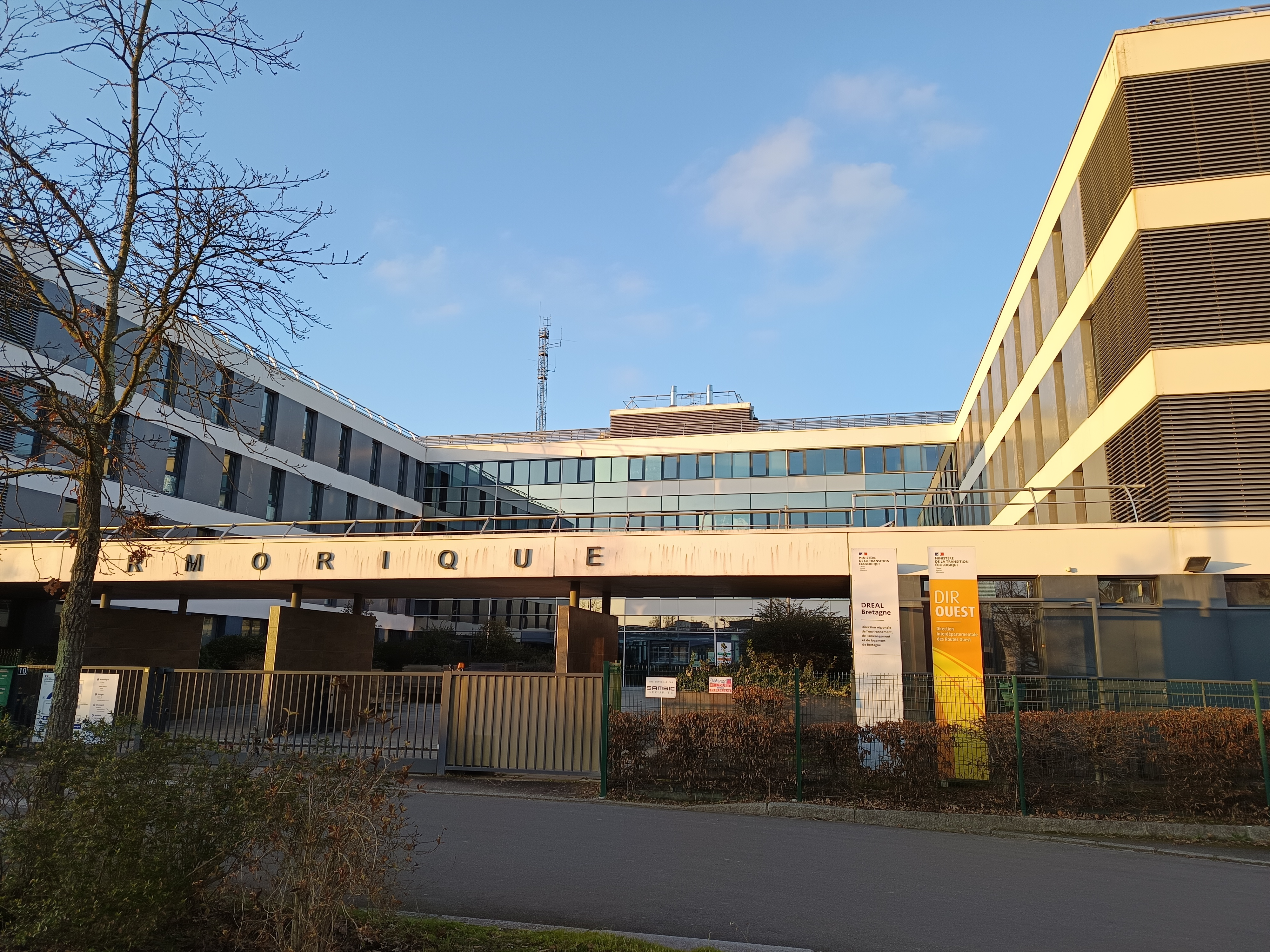
DREAL Bretagne, à Rennes, quartier de Villejean.

Les directions régionales de l'Environnement, de l'Aménagement et du Logement (DREAL, ou DEAL dans les départements et régions d’outre-mer) sont des services déconcentrés de l'État français. Elles sont sous la double tutelle du Ministère de la Transition écologique, de la Biodiversité, de la Forêt, de la Mer et de la Pêche et du ministère de l'Aménagement du territoire et de la Décentralisation (appellations à partir de décembre 2024). Les compétences et l'organisation des DREAL sont définies par le décret n° 2009-235 du 27 février 2009 modifié.
Selon la charte des DREAL, la devise de ces services pourrait être « faire du développement durable une réalité quotidienne ».

## Histoire
Dans chaque région (hors Île-de-France et Outre-mer qui font l’objet de dispositions juridiques spécifiques), les DREAL ont remplacé, entre 2009 et 2011, les directions régionales de l'Équipement (DRE), les directions régionales de l'Industrie, de la Recherche et de l'Environnement (DRIRE) et les directions régionales de l'Environnement (DIREN) dont elles ont repris l'ensemble des missions, hormis le développement industriel et la métrologie qui ont été transférées aux directions régionales des Entreprises, de la Concurrence, de la Consommation, du Travail et de l'Emploi (DIRECCTE).
Lors de leur création, les DREAL étaient 21. Depuis la fusion des régions au 1er janvier 2016, elles sont désormais au nombre de 13. Leur siège est implanté à Lyon, Besançon, Rennes, Orléans, Ajaccio, Metz, Lille, Paris, Rouen, Poitiers, Toulouse, Nantes et Marseille,,.

### Cas spécifique de l'Outre-mer français: les DEAL

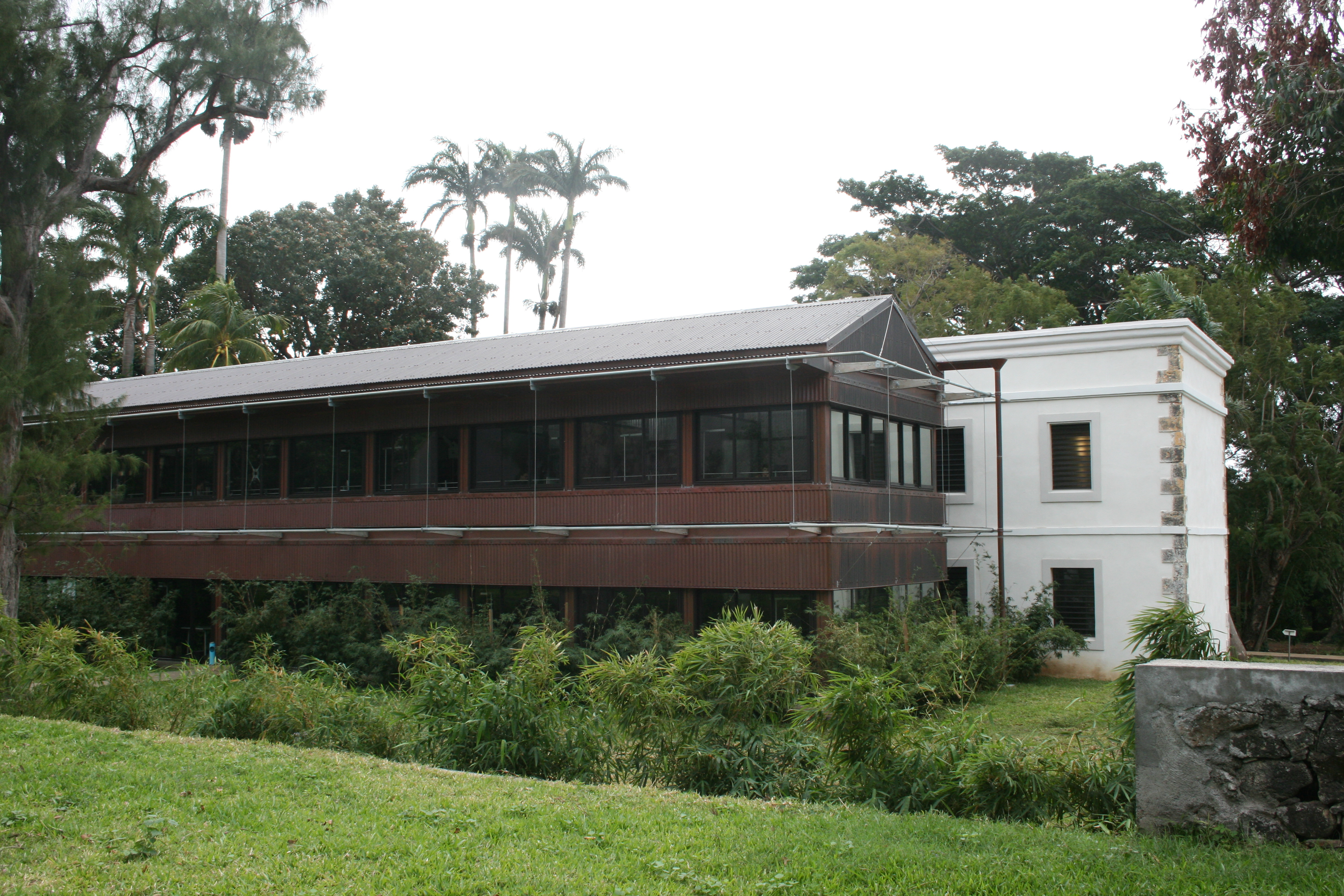
Le siège de la DIREN à Saint-Denis (12 allée de la Forêt) est devenu l'un des sites de la DEAL de La Réunion,.

Dans l'Outre-mer français qui regroupe sur un même territoire les fonctions de la région et celle du département (Guadeloupe, Guyane, Martinique, Mayotte et Réunion) les DREAL portent le nom de directions de l’Environnement, de l'Aménagement et du Logement (DEAL). Elles ont été créées le 1er janvier 2011.
À Saint-Pierre-et-Miquelon, les services de la DEAL ont été rassemblés avec ceux de la direction régionale de l'Alimentation, de l'Agriculture et de la Forêt (DAAF) et de la direction de la Mer (DM) dans la direction des Territoires, de l'Alimentation et de la Mer (DTAM) au 1er janvier 2011.

### Cas spécifique de l'Île-de-France
Au 1er juillet 2010 et par fusion d'anciens services, le décret no 2010-687 du 24 juin 2010 modifié a créé trois nouvelles directions régionales et interdépartementales qui se répartissent les différentes compétences et missions des DREAL pour la région Île-de-France :
- La direction régionale et interdépartementale de l'Environnement et de l'Énergie (DRIEE)[10] ;
- La direction régionale et interdépartementale de l'Équipement et de l'Aménagement (DRIEA)[11] ;
- La direction régionale et interdépartementale de l'Hébergement et du Logement (DRIHL)[12].

Au 10 mars 2021, la DRIEE et la DRIEA fusionnent pour donner la direction régionale et interdépartementale de l'environnement, de l'aménagement et des transports d'Île-de-France (DRIEAT) ,,, dirigée par Emmanuelle Gay.

## Missions
Les DREAL, au sens large (c'est-à-dire comprenant les DEAL, la DRIEAT et la DRIHL), représentent l'unique pilote au niveau régional de la mise en œuvre des politiques publiques du ministère de la Transition écologique et de la Cohésion des territoires (MTECT). Placées sous l'autorité du préfet de région et des préfets de département, les DREAL sont ainsi chargées d'élaborer et de coordonner les politiques de l'État en matière de « développement et d'aménagement durables, de transition écologique, de lutte contre le changement climatique, de préservation de la qualité des milieux (eau, air, sol), de la biodiversité et des paysages, de prévention des pollutions, des risques et des nuisances, ainsi que de logement, d'hébergement, de rénovation urbaine et de transports, en recherchant la cohérence entre ces enjeux ».
De plus, les DREAL « contribuent à l'information, l'éducation des citoyens sur les enjeux du développement durable, à leur sensibilisation aux risques et elles participent à l'émergence d'une économie verte et équitable ».
Par ailleurs, les DREAL « élaborent ou co-élaborent des documents-cadres, exercent directement diverses polices spéciales, émettent des avis dans le cadre de procédures réglementaires, produisent ou publient des données ou des informations ».
Enfin, les DREAL « peuvent être chargées par le préfet d'assurer la coordination de différents services sur des projets précis » relevant du MTECT.

## Charte
La charte signée le 2 janvier 2014 définit les cinq engagements pris par les DREAL, au sens large, vis-à-vis de leurs partenaires (acteurs socio-économiques, collectivités, associations, etc.) dans la mise en œuvre des lois et des règlements :
- mettre en application les principes du développement durable ;
- s'inscrire dans une logique de proportionnalité dans les dossiers que portent et instruisent les DREAL afin de contribuer à leur sécurité juridique ;
- faciliter l'aboutissement rapide des projets et leur bonne intégration environnementale ;
- faciliter la participation du public et contribuer à la transparence des décisions ;
- inscrire la démarche des DREAL dans une démarche qualité.

## Unités départementales
Les DREAL possèdent un siège par région. À l'échelle des départements, les DREAL sont représentées auprès de l’ensemble des acteurs par des équipes de proximité : les unités départementales (ou éventuellement interdépartementales), qui ont pour missions clés :
- en matière de sécurité industrielle : réglementation et contrôle des installations classées pour la protection de l'environnement (ICPE), réglementation et contrôle des établissements soumis au code minier, inspection du travail dans les mines et carrières, contrôle des équipements sous pression et des canalisations de transport des matières dangereuses, animation des secrétariats permanents pour la prévention des pollutions industrielles (SPPPI) et mise en oeuvre, le cas échéant, des plans de protection de l’atmosphère ;
- en matière de sécurité des véhicules : surveillance des centres de contrôle des véhicules lourds et légers, contrôles en direct sur certains types de véhicules ;
- la gestion de crise dans leurs domaines de compétence.